# Softwarepatent
Ein Softwarepatent ist ein Patent, das Schutz für ein oder mehrere Computerprogramme begehrt, entweder unmittelbar als Anspruch oder mittelbar als wesentliches Mittel, das zur Benutzung des beanspruchten Erzeugnisses oder Verfahrens bestimmt ist. Der Begriff Softwarepatent ist nicht nur unter Gegnern der Patentierung von Computerprogrammen weit verbreitet. Als Gegenbegriffe wurden computerimplementierte Erfindung und computergestützte Erfindung im Rahmen der Beratungen zu einer europäischen Richtlinie über die Patentierbarkeit computerimplementierter Erfindungen vorgeschlagen. Eine allgemein akzeptierte genaue Definition des Begriffs hat sich noch nicht etabliert.

## Einführung
Traditionelle Patente beziehen sich auf technische Erfindungen, das heißt auf Problemlösungen, deren Gültigkeit in Experimenten mit Naturkräften überprüft werden muss. Softwarepatente hingegen beziehen sich auf Ideen, deren Wirksamkeit allein durch logische Schlussfolgerungen bewiesen werden kann. Grenzfälle sind Prozesse, bei denen die traditionelle Steuerung unter Verwendung von Mechanik, Hydraulik, Pneumatik oder Elektronik durch eine Steuerung mit einem Computerprogramm ersetzt wird.
Es gibt keine juristische Definition des Begriffs Softwarepatent. Softwarepatente werden von manchen Autoren verstanden als Konzeptschutz, z. B. „Anwendung des Patentrechtes zur Realisierung eines konzeptionellen Schutzes von Programmen für Datenverarbeitungsanlagen“ (Rebentisch). Andere sehen in Softwarepatenten einen „Ideenschutz“ für Software. Kritiker wie Richard Stallman sprechen auch von Software-Ideenpatenten. Betont werden muss, dass die Unterscheidung zwischen Softwarekonzepten bzw. Ideen und Software als solcher für Entwickler künstlich ist, wenn der Schwerpunkt auf der programmtechnischen Umsetzung liegt. Ungeachtet der konzeptionellen Idee kann Software wie die Mathematik als Ansammlung abstrakter Konzepte verstanden werden.
Nach deutscher und europäischer Praxis ist eine computerimplementierte Erfindung dann patentfähig, wenn sie einen technischen Beitrag liefert.
Es wird häufig die „Literaturtheorie“ vertreten, um die Kommunikationsbarriere zu überwinden:
Demnach sei es bei Software sehr ähnlich gelagert wie mit literarischen Werken. Nicht die Handlung ist von Interesse für den Schriftsteller, die erzählerische Handlung kann auch nicht deutlich von der Erzählung separiert werden, worauf es allein ankommt ist vielmehr seine glückliche schriftstellerische Umsetzung. Die Patentierung von Software werde daher von den IT-Professionellen ähnlich absurd empfunden wie die Patentierung einer erzählerischen Handlung. Und ebenso wie die Patentierbarkeit einer Erzählung gegeben sei, wenn Patente auf Handlungen vergeben werden, so sei es auch mit der Patentierbarkeit bei Software der Fall, wenn Patente auf Abstraktionen (Konzepte bzw. Ideen) in Software vergeben werden. Es wird im Allgemeinen so verstanden, dass sich ein Patent auf eine zugrundeliegende Abstraktion bezieht. Wobei der Schutz des Abstrakten das Umsetzen des Konkreten verhindert. Um dies zu verdeutlichen, wird von Kritikern auch der Begriff Software-Ideenpatent benutzt.
Für die Realisierung eines Konzeptschutzes, so er denn nötig sei, wird das Patentrecht von vielen Praktikern als ungeeignet betrachtet.
Softwarepatente werden in keinem Land offiziell als solche klassifiziert, was das Erstellen von Statistiken über ihre Verbreitung erschwert.

## Rechtliche Situation
Die Möglichkeiten zur Patentierung von Software sind international sehr unterschiedlich geregelt. Grundsätzlich ist Software weltweit ebenfalls durch das Urheberrecht/Copyright geschützt. Das Urheberrecht schützt eine konkrete Implementierung, das Verfahren an sich, das einem Programm zugrunde liegt, aber nur sehr eingeschränkt. Es ist also möglich, dieselbe Idee in einem anderen Programm umzusetzen, ohne gegen das Urheberrecht zu verstoßen. Strittig ist, ob ein solches Schutzinteresse berechtigt ist und ob Patentrecht das ökonomisch angemessene Instrument für die angenommene Schutzlücke ist.

### Historische Entwicklung
Wie Eigentumsschutz an Computerprogrammen zu gestalten sei, war lange nicht geregelt. Ada Lovelaces erstes Programm zur Berechnung von Bernoulli-Zahlen mit Charles Babbages Analytical Engine gilt als mathematisches Meisterwerk. Babbage selbst verachtete Patente und lehnte es ab, irgendwelche seiner zahlreichen Erfindungen zu patentieren. Die Konversation mit Babbage zeigte bereits damals, dass die Programmierung mathematischer Algorithmen viele technische Überlegungen erfordert. Die Patentierung des Bernoulli-Zahlen-Programms stand aber wohl nie zur Debatte.
Konrad Zuse hingegen reichte am 9. April 1936 seinen Patentantrag Z 23 139 IX/42m für ein „Verfahren zur selbsttätigen Durchführung von Rechnungen mit Hilfe von Rechenmaschinen“ als abstraktes Betriebsverfahren seiner Z1 ein, den er allerdings am 4. November 1937 fallen ließ. Wahrscheinlich die erste Softwarepatentanmeldung mit funktionalem Patentanspruch für eine real existierende Maschine. Entsprechend den Forderungen des Patentamtes legte Zuse in der nachfolgenden Patentanmeldung Z 26 476 vom 16. Juli 1941 erstmals die Gesamtstruktur und Algorithmen der Maschine Z3 offen, was es heutigen Fachleuten ermöglicht, deren wesentlichen Eigenschaften alle zu entnehmen.
Frankreich kodifiziert am 2. Januar 1968 in Loi n°68-1 Article 7 erstmals den Ausschluss von «programmes ou séries d’instructions pour le déroulement des opérations d’une machine calculatrice» (Computerprogramme) aus dem Begriff der industriellen Erfindungen. Zeitgleich wurde dieser Patentierungsausschluss in den US-amerikanischen Prüfungsrichtlinien für Patentanmeldungen festgeschrieben, jedoch in der Folge von Gottschalk v. Benson in Bezug auf § 101 des US-Patentgesetzes von 1952 wieder relativiert.
IBM entschied sich 1969 unter dem Druck der laufenden Kartellrechtsverfahren Software und damit verbundene Dienstleistungen von den Hardwareleasingverträgen zu entkoppeln und für Software Urheberrechtsschutz in Verbindung mit Lizenzverträgen anstelle von Patentschutz vorzusehen.

### Übereinkommen über handelsbezogene Aspekte der Rechte des geistigen Eigentums
Es gibt zwei verschiedene Interpretationen des Übereinkommens über handelsbezogene Aspekte der Rechte des geistigen Eigentums (TRIPS) von Befürwortern und Gegnern einer Softwarepatentierung.
1. TRIPS untersage Softwarepatente: Kritiker verweisen darauf, dass verkehrsfremde Patentrechte die Urheberrechtsverwertung unzumutbar beeinträchtigen.[10] Mit Verweis auf den Artikel 10 des TRIPS und des Artikels 4 des WIPO-Urheberrechtsvertrag (WCT) wird weiterhin in Frage gestellt, ob ein patentrechtlicher Schutz eine vorgebliche Schutzlücke des Urheberrechtes füllen darf.
2. TRIPS fordere Softwarepatente: Eine andere Rechtsmeinung betont dagegen, Artikel 10 TRIPS und Artikel 4 WCT beziehen sich allein auf das Urheberrecht. Der patentrechtliche Artikel 27 TRIPS enthält aber die Minimalerfordernis, dass ein Patent erteilt werden muss, sobald es eine Erfindung in irgendeinem technischen Gebiet gibt, die neu, nicht naheliegend und gewerblich anwendbar ist, wobei bei der Erteilung und Ausübung von Patenten nicht nach technischem Gebiet diskriminiert werden darf. Die EU-Software-Urheberrechtsrichtlinie erwähne, dass diese Richtlinie, die klarstellt, dass Software urheberrechtlich geschützt wird, nicht einen patentrechtlichen Schutz ausschließe.

Beide Argumentationslinien sind Extrempositionen, die von der jeweiligen Gegenseite für wenig seriös gehalten werden, denn viele halten Doppelschutz durch Urheberrecht und Patentrecht für möglich und andere TRIPS 27 nur dann für anwendbar, wenn Software als „Gebiet der Technik“ im patentrechtlichen Sinne zu verstehen sei. Ferner ist der Erfindungsbegriff zu klären. Einen gesetzgeberischen Zwang zur Softwarepatentierung aus TRIPS 27 abzuleiten, ist höchst fragwürdig. In anderen Bereichen wurde die Formulierung von TRIPS 27 aber erfolgreich im lobbyistischen Kontext eingesetzt.

### USA
Seit einer Entscheidung des Obersten Gerichtshofs von 1980 (Diamond vs. Diehr) ist in den USA eine Patentierung von Software möglich, damals musste diese noch einen engen Bezug zu industriellen Prozessen haben, was aber 1994 vom US PTO, dem Patentamt der USA, aufgeweicht wurde. 1999 hat das Bundesberufungsgericht mit der Entscheidung State Street Bank die Patentierbarkeit auf Geschäftsideen ausgeweitet. Der Senat befasste sich damals nicht mit der Thematik, Antriebskräfte dieser Entwicklung waren ausschließlich Patentanwälte beziehungsweise deren Auftraggeber in Kombination mit der US-amerikanischen Tradition, Recht aufgrund von vorherigen Gerichtsentscheidungen fortzuentwickeln.
Mit der Entscheidung Alice Corp. v. CLS Bank Int’l von 2014 stellte der Oberste Gerichtshof klar, dass Ideen nicht patentierbar sind. Patentierbar sind nur technische Umsetzungen von Ideen.

### Europa
Seit dem Europäischen Patentübereinkommen (EPÜ) von 1973, an welches sich nach und nach das nationale Recht der Unterzeichnerstaaten anlehnt, ist das materielle Patentrecht innerhalb der Mitgliedsstaaten der EU und weiterer Staaten einheitlich geregelt. Artikel 52 des EPÜ enthält eine Aufzählung von nicht patentfähigen Gegenständen, welche nicht als Erfindungen betrachtet werden („Fiktion“); darunter auch „Pläne, Regeln und Verfahren für gedankliche Tätigkeiten“ sowie „Programme für Datenverarbeitungsanlagen“.
„Programme für Datenverarbeitungsanlagen“ sind nach Artikel 52(2) EPÜ von der Patentierung ausgeschlossen und werden nicht dem Begriff der Erfindung unterworfen. Aus der einschränkenden Formulierung des 52(3) auf die in 52(2) genannten Gegenstände und Tätigkeiten als solche, leitet die Europäische Patentorganisation (EPO) die Auffassung ab, nur Software als solche sei von der Patentierung ausgeschlossen. Diese Interpretation ist umstritten, da insbesondere der Begriff Software als solche nicht genau definiert ist und der Art 52(3) im Einklang mit den anderen genannten Fallgruppen zu interpretieren ist.
Die als solche Klausel in Art 52(3) wurde Anfang der 1990er Jahre dahingehend neu ausgelegt, dass sich der Ausschluss nur auf Software als solche, nicht aber auf zugrundeliegende Konzepte beziehe. Eine angemeldete Erfindung darf also ein Computerprogramm enthalten, aber der Gegenstand der Erfindung muss einen sogenannten technischen Beitrag liefern. Der technische Beitrag ist ein unbestimmter Rechtsbegriff der durch die Rechtsprechung auszufüllen ist. Neuheit und erfinderische Tätigkeit müssen aber nicht zwingend außerhalb des Programms liegen, das heißt ein neuer und erfinderischer Algorithmus, der beispielsweise einen Roboter auf innovative Weise steuert, ist patentierbar. Artikel 28 des polnischen Patentgesetzes verzichtet hingegen trotz Beitritt zum EPÜ explizit auf die unklare als solche Klausel. Auch Artikel 6 des türkischen Patentgesetzes verzichtet explizit auf die als solche Klausel in Bezug auf Computerprogramme.
Bis Mitte der achtziger Jahre legte das Europäische Patentamt (EPA) das Übereinkommen restriktiv aus und erteilte keine Patente auf reine Softwareerfindungen. 1985 überarbeitete das EPA seine Prüfungsrichtlinien und erklärte, dass nur „nichttechnische“ Neuerungen von einer Patentierung ausgeschlossen seien. Die Definition dieses Technizitätskriteriums ist bis heute umstritten. In der Folge wurde auch die Patentierung von Software möglich. Doch erst die EPO-Entscheidung IBM/Computerprogrammprodukt führte zu einem rasanten Anstieg der Patente. Die EPO-Beschwerdekammer antizipierte damit eine für das Jahr 2000 erwartete EPÜ-Revision, die allerdings letztendlich im Rahmen einer diplomatischen Konferenz ausdrücklich abgelehnt wurde. Die Gegner dieser Entwicklung beziffern die Zahl der seither vom EPA erteilten Softwarepatente auf über 30.000.
Das Europäische Patentamt orientiert seine Praxis an der Rechtsprechung seiner Beschwerdekammern. Die Mitglieder dieser Kammern sind mit richterlicher Unabhängigkeit ausgestattet: Sie sind nach Artikel 23 für ihre Entscheidungen nicht an Weisungen gebunden und nur dem Europäischen Patentübereinkommen unterworfen. Eine Erteilungspraxis im „Einklang mit den Entscheidungen nationaler europäischer Höchstgerichte“ ist im Europäischen Patentübereinkommen nicht vorgesehen.
In jüngster Zeit macht sich beim EPA wieder ein wesentlich restriktiverer Kurs bemerkbar. In den im Jahr 2005 abgeschlossenen Fällen stehen 1.200 gewährte Patente im Bereich der Software 350 zurückgewiesenen entgegen. In der überwiegenden Zahl der Fälle, nahezu 6.000, wurden die Anmeldung nach der Recherche oder im Prüfungsverfahren vom Anmelder zurückgenommen. Nach einem mehrjährigen Moratorium erfolgen die Zurückweisungen vermehrt wieder in Einklang mit den Entscheidungen nationaler europäischer Höchstgerichte aufgrund des Ausschlusses von der Patentierbarkeit nach Art 52(2)(c) EPÜ.
In einer Entscheidung analysieren die Richter die unterschiedlichen methodischen Kriterien, die bei der Patentprüfung von Softwarepatenten beim EPA angewandt werden und regen eine Anfrage an die Große Beschwerdekammer des EPA an, damit eine einheitliche Rechtsprechung entsteht.
Im Oktober 2008 legte die Präsidentin des Europäischen Patentamts der Großen Beschwerdekammer vier Fragen betreffend die Patentierbarkeit von Software vor. Hierbei wird die uneinheitliche Rechtsprechung der Beschwerdekammern in Bezug auf die Bewertung computerimplementierter Erfindungen im Sinne des Art. 52(2) EPÜ aufgegriffen. Die Große Beschwerdekammer hat im Wesentlichen die Praxis des Europäischen Patentamtes bestätigt. Die auf den ersten Blick uneinheitlichen Entscheidungen würden auf einer Weiterentwicklung des Rechts beruhen, die nicht immer geradlinig erfolgen muss. Da die Große Beschwerdekammer daher keine kollidierenden Beschwerdekammerentscheidungen feststellen konnte, hat sie die rechtlichen Voraussetzungen der Vorlage verneint und als unzulässig zurückgewiesen.

### Europäische Union
Anfang 2002 schlug die Europäische Kommission eine neue EG-Richtlinie für „computerimplementierte Erfindungen“ vor mit dem Ziel einer Harmonisierung der Patenterteilungspraxis in den Mitgliedsländern. Der Vorschlag richtete sich an der umstrittenen Erteilungspraxis des EPA aus. Am 6. Juli 2005 stimmten mit großer (95-prozentiger) Mehrheit 648 von 680 Abgeordneten gegen die Richtlinie zur Patentierbarkeit „computerimplementierter Erfindungen“.
Das EPA hält weiterhin an der Doktrin seiner Technischen Beschwerdekammer fest und verteidigt sie aktiv. Seit etwa Juni 2005 betreibt es eine Webkampagne
für CIE und gibt dazu eine Broschüre heraus.

### Deutschland
Das Deutsche Patentgesetz (PatG) ist in allen wesentlichen Punkten mit dem europäischen Recht identisch, insbesondere bezüglich der Fragen, was patentierbar ist.
Mehr noch: Europäische Patente können nach Ablauf der Einspruchsfrist nur noch vor nationalen Gerichten für das betreffende Land nichtig geklagt werden und auch im Fall einer Patentverletzung entscheiden die nationalen Gerichte. Die Rechtsprechung macht – gerade wegen der Identität der gesetzlichen Bestimmungen – bei ihren Entscheidungen zwischen deutschen und europäischen Patenten keinen Unterschied. Letzte Instanz für deutsche und europäische Patente ist in Deutschland der Bundesgerichtshof.
Die im EPÜ genannten Ausschlüsse von der Patentierbarkeit, insbesondere für Anmeldungen die Computerprogramme als solche betreffen, finden sich z. B. in § 1 des deutschen Patentgesetzes wieder. Die Technizität einer Erfindung – die Voraussetzung für eine Patentierung – ist nach deutscher Rechtsprechung dadurch gekennzeichnet, dass sich die Erfindung zur Erreichung eines kausal übersehbaren Erfolges des Einsatzes von Naturkräften bedient. Nach nunmehr wohl als ständig zu bezeichnender Rechtsprechung des Bundespatentgerichtes und des Bundesgerichtshofes ist die lediglich bestimmungsgemäße Benutzung eines Computers kein Einsatz von Elektrizität als Naturkraft. In Grenzfällen, wie bei Methoden zur Druckwegoptimierung oder zur Speicherverwaltung kam es dennoch zu umstrittenen Interpretationen, nach denen beispielsweise eine Reduzierung des Speicherverbrauches bereits Technizität herstellt.
Allerdings spielt die Frage der Technizität des patentierten Gegenstands – also ob dieser technischer Natur ist – im Zusammenhang mit Softwarepatenten nur eine untergeordnete Rolle. Software ist wohl immer irgendwie technisch und insofern patentfähig. Entscheidend ist, dass die Erfindung technisch ist und einen technischen Beitrag leistet, d. h. ein konkretes technisches Problem mit konkreten technischen Mitteln löst und die Lösung auch neu ist und sich nicht in naheliegender Weise aus dem Stand der Technik ergibt.
Dazu ein paar Beispiele:
Eine PKW-Motorsteuerung, z. B. zur Festlegung des Zündzeitpunkts, ist eine technische Vorrichtung und ist – als Vorrichtung oder als Verfahren – auch dem Patentschutz zugänglich. Im alten VW Käfer gab es dafür eine „Unterdruckdose“, bei der über einen Schlauch zum Vergaser der Unterdruck dort eine Membran bewegte, die ihrerseits über einen Mechanismus den Zündzeitpunkt bei höherer Drehzahl (= stärkerer Unterdruck im Vergaser) vorverlegt.
Heute hat man eine elektronische Zündung; die Drehzahl und vieles andere am Motor wird elektronisch gemessen, und ein Computer bzw. ein Mikroprozessor ist so programmiert, dass er entsprechend den Messwerten im richtigen Zeitpunkt den Zündfunken auslöst.
Für das Beispiel gebe es nun eine technische Idee, durch eine etwas andere Festlegung des Zündzeitpunkts Treibstoff zu sparen. Früher wurde dafür eine andere Unterdruckdose konstruiert, die genau die gewünschte Wirkung hat. Heute ändert man dafür die Software. In beiden Fällen wird dasselbe technische Problem (Benzin sparen) mit denselben Mitteln (besserer Zündzeitpunkt) gelöst. Eine solche Erfindung ist nach wie vor patentfähig, auch wenn sie heute durch Software realisiert wird. Die Softwareerstellung „als solche“ (z. B. gemäß IEC 61131-3) wird aus patentrechtlicher Sicht als banal/trivial betrachtet, welche nur "Eigentumsrechte" nach urheberrechtlichen Maßstäben begründen kann. Die schöpferische bzw. erfinderische Tätigkeit aus patentrechtlicher Sicht liegt ausschließlich außerhalb der Programmentwicklung.
Im Gegensatz hierzu löst eine Software zum Auffinden von Bibelstellen, für astrologische Vorhersagen oder zur Suche von Schreib-/Tippfehlern kein irgendwie geartetes technisches Problem und realisiert daher auch keine Erfindung. Sie ist dem Patentschutz nicht zugänglich.
Wo die genaue Grenze verläuft, d. h. wann eine den zusätzlichen Patentschutz eröffnende Erfindung vorliegt, scheidet sich gemäß dem BGH an der Frage, ob ein technisches Problem benannt werden kann, das von der Erfindung gelöst wird. Ein bemerkenswerter BGH-Beschluss hierzu betraf ein medizinisches Gerät (Kernspintomografen), bei dem die Software aus den Betriebsdaten die Auslastung des Geräts ermittelte. Entsprechend diesen Daten wurde dann dem Betreiber angezeigt und vorgerechnet, ob die Anschaffung eines neuen Geräts oder sogar eines Zweitgeräts unter betriebswirtschaftlichen Gesichtspunkten günstiger ist, wobei auch Verschleiß, zu erwartende Reparatur- und Wartungskosten u. v. m. berücksichtigt wurden. Es handelt sich hier also um ein technisches Gerät, es wurden technische Daten erfasst und (mittels Software) ausgewertet, nicht anders als bei der Motorsteuerung. Allerdings: das Problem, das mit der vermeintlichen Erfindung gelöst wurde, war nicht technischer, sondern betriebswirtschaftlicher Natur, denn es geht ausschließlich um die Entscheidung, ob ein Ersatz- oder ein Zweitgerät anzuschaffen sei oder nicht. Der BGH hat daher festgestellt, dass so etwas keine Erfindung sei, und er hat die Erteilung des Patents versagt.
In genau diesem Zusammenhang ist die Bestimmung zu sehen, dass „Software als solche“ nicht patentfähig ist: Es genügt nicht, dass Software vorliegt, die für sich zweifellos technisch ist: Sie muss auch „ein technisches Problem mit technischen Mitteln lösen“, damit ein Patent erteilt werden kann.
Laut einem Urteil des X. BGH-Senats darf eine Lehre zur Datenverarbeitung „als Computerprogramm oder in einer sonstigen Erscheinungsform“ patentiert werden, wenn sie sich „durch eine Eigenheit auszeichnet, die unter Berücksichtigung der Zielsetzung patentrechtlichen Schutzes eine Patentierbarkeit rechtfertigt.“ Dem widersprechend beschloss der I. BGH-Senat,
dass das Urheberrechtsgesetz für Werke der Literatur (Wochenmagazin „Focus“) „die aus dem Urheberrecht fließenden Befugnisse und Beschränkungen grundsätzlich abschließend“ regelt. TRIPS Art. 10 Abs. 1 und wortgleich WIPO-Urheberrechtsvertrag Art. 4 garantieren Urhebern von Computerprogrammen international gleichen Schutz wie den Urhebern von Werken der Literatur, deren normale Auswertung ihrer Werke nach TRIPS Art. 13 und WIPO-Urheberrechtsvertrag Art. 10 weder beeinträchtigt noch die berechtigten Interessen des Rechtsinhabers unzumutbar verletzt werden dürfen. Entsprechend dieser internationalen Abkommen hat man sich in der Europäischen Union mit der Richtlinie 91/250/EWG des Rates vom 14. Mai 1991 über den Rechtsschutz von Computerprogrammen für den urheberrechtlichen Schutz von Software entschieden. Die Richtlinie wurde als Richtlinie 2009/24/EG vom 23. April 2009 neu kodifiziert. Art. 4 der Richtlinie ordnet die Vervielfältigung, Verbreitung und Umarbeitung eines Computerprogramms als ausschließliche Verwertungsrechte dem Urheber zu. Die Richtlinie wird in Deutschland durch § 69 c UrhG umgesetzt. Die Verwertungsrechte ermöglichen es dem Urheber, durch die Einräumung von Nutzungsrechten (§ 31 UrhG) an dem Computerprogramm Erträge zu erzielen. Im Schutzbereich eines Patents ist einzig der Patentinhaber berechtigt, die Erfindung zu nutzen (§ 9, S. 1 PatG). Die Möglichkeit des Autors, sein Computerprogramm durch die Einräumung von Nutzungsrechten frei zu verwerten, wird daher beschränkt, wenn das Computerprogramm vom Schutzbereich eines Patents erfasst wird. Zur Klärung der widersprüchlichen Entscheidungen des Bundesgerichtshofs wurde der Große Senat für Zivilsachen am BGH bislang noch nicht angerufen und auch die gescheiterte Richtlinie zum Schutz computerimplementierter Erfindungen konnte diesen Normenkonflikt nicht klären.
Wer sich also in Deutschland (gewerblich) mit technischen Sachverhalten beschäftigt, muss – wie schon immer – darauf achten, dass er dabei keine fremde, patentierte Erfindung benutzt, d. h., dass er kein Patent verletzt, und das gilt auch, wenn er „nur“ Software erstellt. Wer jedoch Software außerhalb der Technik einsetzt – die also nicht dazu dient, Naturkräfte beherrschbar zu machen – muss sich trotzdem mit dem Patentrecht befassen, bis von gesetzgeberischer oder juristischer Seite die Grenzen der Patentierbarkeit konkreter definiert sind. Da diese Grenzen aber erst in jüngster Zeit deutlicher herausgearbeitet wurden, wird durchaus noch das eine oder andere Patent in Kraft sein, das diesem Leitgedanken nicht entspricht. Ein solches Patent kann mit großer Aussicht auf Erfolg nichtig geklagt werden, sofern der Patentinhaber überhaupt wagt, es einzusetzen und jemanden wegen Patentverletzung abzumahnen, denn auch eine unberechtigte Schutzrechtsverwarnung kann teuer werden.
Anhand des ersten Beispiels (Motorsteuerung) kann auch deutlich werden, warum diese Situation für Erfinder bzw. Patentanmelder unbefriedigend ist:
Das Patentrecht ist ein gewerbliches Schutzrecht, d. h. eine Privatperson kann ein Patent nicht verletzen. Wer durch den geänderten Zündzeitpunkt bei seinem Auto Benzin sparen will, der musste früher eine neue Unterdruckdose kaufen. Heute braucht er nur eine neue Software. Diese kann er sich unter Umständen selbst aus den Internet herunterladen, genau wie er sich früher selbst die Unterdruckdose zusammenbasteln durfte, ohne Lizenzgebühren zu zahlen. Das geht aber nicht, wenn die Software selbst unter Urheberrechtsschutz steht. Wenn auch das Einspielen von Software, mit der eine Erfindung realisiert wird, beim PKW heute vielleicht noch schwierig ist: Auf vielen anderen Gebieten ist es kinderleicht, und die Tendenz, dass immer mehr Erfindungen von Endbenutzer selbst privat installiert werden können, ist durchaus absehbar. Daher wird befürchtet, dass der Patentinhaber in immer mehr Fällen leer ausgeht, zumal wenn der, der mit der Verbreitung von Software befasst ist, genauso wenig die Erfindung selbst „benutzt“ (und daher auch nicht wegen Patentverletzung verklagt werden kann) wie jemand, der ein Buch über diese Erfindung verkauft.
Andererseits ist es schlechthin nicht denkbar, dass jeder Programmierer oder das Unternehmen, für welches er programmiert, bei jedem Programmierschritt eine Recherche zum Stand der Technik veranlasst, welche regelmäßig mit erheblichen Kosten verbunden ist. Dies wäre aber notwendig, um sicher sein zu können, nicht Softwarepatente Dritter zu verletzen.

## Stand der Debatte

### Schutz contra Blockade
Softwarepatente sind um einiges umstrittener als Patente im Allgemeinen. Befürworter argumentieren, dass Softwarepatente durchaus einen wirtschaftlichen Nutzen haben, da sie dem „Erfinder“ ein Monopol auf Zeit für die Verwertung und Umsetzung seiner „Idee“ geben. Kritisiert wird hingegen, dass die lange Laufzeit gerade bei Softwarepatenten eine große Einschränkung darstellt.
Bei Lösungsvorschlägen, „Softwarepatente“ gesondert zu regeln, wird dabei leicht über das Ziel hinausgeschossen. Vermutlich bedarf es im Hinblick auf Erfindungen, die mit Software realisierbar sind, gar keiner weiteren Präzisierungen, was patentfähig ist. Wichtiger wären genauere Festlegungen, wann im Lebenszyklus von Software der Tatbestand einer Patentverletzung, also einer Benutzung der Erfindung erfüllt sein kann und wann nicht.

### Begriffswirrwarr
Vereinzelt gibt es bei Gegnern von Softwarepatenten wiederum die Bestrebung, das Wort „Softwarepatent“ durch „Software-Ideen-Patent“ zu ersetzen, um klarzumachen, dass nicht enge Ansprüche auf einzelne Werke samt allen individuellen Merkmalen gemeint sind. Dies führt jedoch wiederum zu anderen Missverständnissen, beispielsweise fragwürdigen Unterscheidungen zwischen „Ideenpatent“, „Nutzungspatent“, „Umsetzungspatent“ etc. Andere um das Jahr 2000 verwendete Begriffe waren ePatent und Logikpatent.

### Industrielle Verwertung
Von Befürwortern der Softwarepatente wird argumentiert, auch Erfindungen im Softwarebereich erforderten Forschung und Investitionen. Diese sollen geschützt werden, was im industriellen Bereich durch Patente geschehe.
Als Beispiel wird das Unternehmen Xerox angeführt, das nicht viel von der Idee der grafischen Oberfläche gehabt haben soll, da diese Idee sofort von anderen Herstellern (beispielsweise Apple) aufgegriffen wurde und diese damit Geld verdienten.
Laut den Befürwortern hätte jedermann, der eine grafische Benutzeroberfläche benutzt oder Programme dafür veröffentlicht, 20 Jahre lang Lizenzkosten an Xerox zahlen müssen. Dabei hätte allein Xerox die Regeln bestimmt und Xerox hätte auch beliebig entscheiden können Verbote auszusprechen.
Den Softwarepatentgegnern ist gerade dieses Beispiel Beleg dafür, wie durch freien Wettbewerb vieler Entwickler ein größerer gesamtwirtschaftlicher Nutzen entsteht, als es bei der Innovationskontrolle durch ein einzelnes Unternehmen möglich ist.

### Konkurrenzsituation
In Europa wird weiter argumentiert, dass europäische Unternehmen Wettbewerbsnachteile hätten, da die Mehrzahl der Softwarepatente bereits von japanischen oder US-Unternehmen im eigenen Land registriert werden konnten. Auch gibt es in der EU bereits über 30.000 Softwarepatente, die zum Großteil aus diesen Ländern stammen. Dagegen ist der Aufwand für europäische Unternehmen, im Ausland Patente anzumelden, ungleich höher. Es ist daher zu erwarten, dass europäische Unternehmen insgesamt am wenigsten von einer Patentierbarkeit von Software profitieren.

### Pro
Der EVP-Abgeordnete Joachim Wuermeling verwies auf den Fall Eolas vs. Microsoft als Beispiel eines durch Softwarepatente erfolgreichen Mittelständlers.
Als besseres Beispiel könnte der Fall Kodak vs. Sun Microsystems dienen. Dem Fotospezialisten Kodak wurden nach anfänglicher Forderung nach Schadensersatz in Höhe von einer Milliarde US-Dollar immerhin noch 90 Millionen US-Dollar gezahlt. Dies ist insofern bemerkenswert, als Kodak nicht als IT-Unternehmen anzusehen ist und die betreffenden Patente eingekauft (und nicht selbst entwickelt) hatte.
Die deutsche Bundesjustizministerin Brigitte Zypries (SPD) merkte 2004 in einem Interview an, dass viele Befürchtungen kleiner und mittelständischer Softwareunternehmer unberechtigt seien, denn Ehrlichkeit schütze vor Patentverletzungen:

„Grundsätzlich gilt mal: Wenn er [der Programmierer] nicht abschreibt, ist die Gefahr sehr gering, dass er fremde Rechte verletzt. Um sicherzugehen, gibts die übrigens kostenlose Möglichkeit, in den Datenbanken des Patentamts nach dem Stand der Technik zu recherchieren.“

Kritiker argumentierten allerdings, solche Äußerungen zeugten von mangelnder Sachkenntnis der Ministerin, da man als Programmierer im Falle der Patentierung von Ideen sehr wohl Patente verletzen könnte, auch wenn keine einzige Zeile Programmcode kopiert oder abgeschrieben wird und das bisherige Urheberrecht genau diesen Fall des reinen Kopierens bereits verbietet. Des Weiteren ist eine umfassende Recherche in Patentdatenbanken sehr zeit- und kostenintensiv und in der Praxis zumindest für Freiberufler und kleine Unternehmen nahezu unmöglich.
Die Befürworter von Softwarepatenten verweisen auf den über 100-jährigen Bestand des Patentsystems auf dem Gebiet technischer Innovationen. Dies wird von den Befürwortern als Erfolg definiert, obwohl es kein alternatives System als Vergleich gibt. Auch kleine und mittelständische Unternehmen konnten durch einen Patentschutz ihrer Produkte immer wieder verhindern, dass finanzstarke Konzerne eine Kopie der Produkte solange zu niedrigeren Preisen vermarkten, bis das Unternehmen des Erfinders finanziell bei dem Verdrängungswettbewerb nicht mehr mithalten kann. Nach Ansicht der Befürworter gibt es bisher kein sachliches Argument, warum dieser Erfolg auf dem Gebiet von Software nicht eintreten wird.
Die Kritiker fordern dagegen einen Nachweis für die Notwendigkeit von Softwarepatenten, immerhin hat sich die Softwarebranche in den letzten Jahrzehnten hervorragend ohne solche Patente entwickelt. Sie stellen darüber hinaus den technischen Charakter von Software im Sinne des Patentwesens generell in Frage und argumentieren, dass Software ein rein geistiges Werk, reine Logik sei. Auch befürchten sie, dass Monopolisten sich durch Kreuzlizenzierung in eine absolut überlegene Position brächten, die Patente kleinerer Unternehmen einfach ignorieren, bis diese die Gerichtskosten zur Durchsetzung ihrer Patente nicht mehr aufbringen können.

### Contra

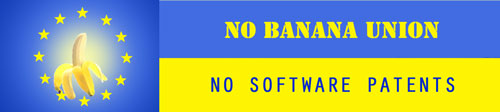
EU-Bananenrepublik-Kampagne gegen Softwarepatente

Ein häufig zitiertes Beispiel zum Erklären der Unsinnigkeit von Softwarepatenten lautet, dass man im übertragenen Sinne nicht mehr „eine bestimmte Mausefalle“, sondern jedes „Mittel zum Fangen von Nagetieren“ patentieren würde. Dieses Beispiel verweist aber nicht auf ein spezifisches Problem von Softwarepatenten, sondern macht deutlich, dass gerade Patente auf Schlüsseltechnologie Innovationen in darauf aufbauende, oft wesentlich kostenintensivere Entwicklungen, verhindern oder auf Jahre hinaus verzögern.
Als das Patentrecht während der Industrialisierung eingeführt wurde, lag der Sinn von Patenten darin, dass eine finanzielle Investition – etwa ein neues Fabrikgebäude, in welchem die neue Erfindung als Verkaufsware serienmäßig produziert wird – abgesichert wird. Die Herstellung von Software – das heißt prinzipiell das Abspeichern von Programmen auf Datenträger, die dann verkauft werden – bedingt aber keine riskanten Investitionen.
Studien ist es bisher nicht gelungen, eine Notwendigkeit oder eine positive Wirkung auf die Volkswirtschaft nachzuweisen.
Die Kritiker der Softwarepatente führen an, dass besonders für kleine und mittlere Unternehmen (KMUs) ohne starken finanziellen Hintergrund sowie selbständige Programmierer die Möglichkeiten der wirtschaftlichen Betätigung extrem eingeschränkt würden. Große Unternehmen können kleinere wegen Patentverletzungen verklagen, und da – besonders in den USA – Gerichtsverfahren teuer sind, geben die Kleinunternehmen eher klein bei, da die Richter sehr oft keine Softwareexperten sind und Gutachten über Patentverstöße besser von Großunternehmen als von Kleinunternehmen finanziert werden können. Es besteht dann die Gefahr, dass sich die Richter aus Unkenntnis zu Gunsten des Großunternehmens entscheiden.
Patentrecherchen seien sehr aufwändig und teuer. Trotzdem, selbst nach einem aufwändigen, lange dauernden und ungewissen Lizenzierungsprozess gebe es keine Garantie, nicht gegen ein Patent zu verstoßen, da eine zu patentierende Software mehrere Jahre lang beim Patentamt angemeldet sein kann und der Öffentlichkeit nicht bekannt ist, bevor sie patentiert und publiziert wird (trifft auf die USA zu; sogenanntes U-Boot-Patent). Die Kosten eines Patentprozesses lägen zum Beispiel in den USA bei einer bis fünf Millionen Dollar (bei äußerst hohen Streitwerten). Läge der Streitwert darunter, wäre es in jedem Fall besser, sich außergerichtlich zu einigen. Dabei hätten die Patentinhaber einen extremen Vorteil, da Patente Exklusionsrechte seien und daher kleinere Unternehmen, die weniger Zugang zum Patentsystem hätten, stark benachteiligt seien. Durch diese Verbotsrechte könnten Beschuldigte, die es sich nicht leisten können vor Gericht zu gehen, vom Patentinhaber zu allem gezwungen werden, da ein eventueller Schuldspruch in einem Gerichtsverfahren wirtschaftlich nicht zu überleben sei.
Hinzu komme, dass Recherchen nach bislang erteilten Patenten sehr schwierig sein könnten. So sei es möglich, Patente unter Namen abzulegen, die über den eigentlichen Zweck und Inhalt auf den ersten Blick gar keine oder sogar eine falsche Aussage träfen. Zum Beispiel könne ein Patent zur Datenkompression unter dem Titel „Neue Methode zur Verwaltung digital gespeicherter Daten“ abgelegt sein – die Suche nach „Datenkompression“ gebe wahrscheinlich gar keine nützlichen Treffer an. Die Tatsache, dass in den USA zwei Unternehmen – IBM und Sperry Corporation/UNISYS – zwei gültige Patente besaßen für die gleiche Technologie – die in GIF-Grafiken verwendete LZW-Kompression – zeige, dass die Recherche so schwierig sei, dass manchmal auch das Patentamt die Übersicht verlieren könne.
Viele Stimmen befürchten ebenfalls langfristig eine Wettbewerbsverzerrung zu Ungunsten der freien Software. Wettbewerbsverzerrungen seien gerade etwas, was die EU verhindern wolle.
Hiervon formal nicht betroffen sei der Schutz von Software nach dem Urhebergesetz. Real bedeute jedoch eine Ausweitung der Patentierbarkeit im Bereich von Software eine Einschränkung des Urheberschutzes:
- Ohne Softwarepatente habe ein Urheber Rechtssicherheit darüber, dass er mit seiner selbst geschriebenen Software machen könne, was er will, also veröffentlichen, lizenzieren etc.[51]
- Mit Softwarepatenten fehle dem Urheber Rechtssicherheit. Da Software in der Regel komplex sei und (wie ein Buch aus vielen Sätzen) aus vielen Teil-Algorithmen bestünde, sei die Wahrscheinlichkeit schon bei kleinen Softwareprojekten sehr groß, dass diese ein Patent verletzen könnten. Es gebe bei Software (anders als bei Büchern) keine automatisierte Möglichkeit, zu überprüfen, ob alle benutzten Algorithmen (ob alle geschriebenen Sätze) in einer Liste von patentierten Algorithmen (patentierten Sätzen) enthalten seien. So sei es nicht machbar, Software an bestehenden Patenten vorbeizuentwickeln, selbst wenn eine Software unter Umgehung dieser Patente geschrieben werden könne, was dann die Entwicklung zugegebenermaßen beschleunige.

Somit werde mit Softwarepatenten praktisch der gesamte Urheberrechtsschutz, den Software genießt, nicht verstärkt, sondern auf eine unsichere Grundlage gesetzt.
Aber nicht nur wirtschaftliche Gesichtspunkte sprechen gegen Softwarepatente. Das Patentwesen setzt einen technischen Beitrag der Erfindung voraus. Dieser technische Beitrag ist im Zusammenhang mit Software schwer zu definieren und stellt einen Kernpunkt der Diskussion dar. Software bedient sich nicht klar definierter Naturkräfte, sondern nur der Repräsentationen von Information. Software kann somit losgelöst vom Gerät betrachtet werden (z. B. die Beschreibung eines Algorithmus mit Pseudocode) und so wird es insbesondere dann schwierig wenn von reiner Software die Rede ist, die ausdrücklich nicht patentierbar sein soll, denn Software ist immer reine Software. Dieser Widerspruch ist kaum zu lösen und wird seitens der Befürworter meistens nicht beachtet. Ein Beispiel ist auch hier die Datenkompression. Während sie in einem Sender einen mehr oder weniger klaren technischen Beitrag leistet, tut der gleiche Algorithmus das in einer Datenbank nicht, weil das bloße Verwalten von Daten nicht notwendigerweise technischer Natur ist.
Aus diesem Sachverhalt ergibt sich auch die Befürchtung, dass Softwarepatente der Patentierbarkeit von Geschäftsmethoden die Tür öffnen.

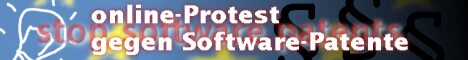
FFII & Linux-Verband online Demo (2005)

In Wien und München gab es im September 2003 aus diesem Anlass Demonstrationen vor dem österreichischen und dem europäischen Patentamt: Etwa 300 und etwa 500 Menschen protestierten gegen Softwarepatente. Am 15. Februar 2005 protestierten ca. 60 Demonstranten vor dem Bundesjustizministerium in Berlin, zwei Tage später zogen ca. 250 Demonstranten aus ganz Europa durch Brüssel. 2005 gab es dazu eine gemeinsame Kampagne gegen Softwarepatente von u. a. Attac, Campact, FFII und dem Linux-Verband.

### Neuseeland
In Neuseeland wurde für die Überarbeitung des Patentgesetzes („Patents Bill“) aus 1953 vom Wirtschaftskomitee 2010 – für eine Umsetzung bis Ende 2012 – vorgeschlagen, Computerprogramme in die Liste der nicht patentfähigen Erfindungen aufzunehmen.

## Beispiele für Softwarepatente
Ein Beispiel für bisher erteilte Softwarepatente ist der Fortschrittsbalken, der den Fortschritt eines Prozesses anzeigt (zum Beispiel beim Starten eines Computers oder beim Schreiben auf einen Datenträger), dieses Patent war etwa acht Jahre lang gültig, bis IBM es 2003 auslaufen ließ. Weitere Beispiele sind Kompressionsverfahren, wie das Musikkompressionsformat MP3, das auf Erkenntnisse der Psychoakustik zurückgreift, um eine hohe Komprimierung zu erlangen. Man verzichtet dabei auf einen Teil der Informationen, den ein Mensch ohnehin nicht bewusst wahrnimmt. Die Fraunhofer-Gesellschaft und andere Unternehmen stellten im Mai 2017 die Lizenzierungen für das Format ein, nachdem die letzten Patente in den USA ausgelaufen waren (in Europa war MP3 bereits seit 2012 patentfrei). GIF-Grafiken verwenden zur Kompression den patentierten Lempel-Ziv-Welch Algorithmus (LZW), um die Datenmengen zu verkleinern. Das letzte nationale LZW-Patent des Unternehmens Unisys ist am 7. Juli 2004 in Kanada ausgelaufen, jedoch hielt auch IBM bis zum 11. August 2006 ein Patent für das gleiche Verfahren.
Auch im Bereich des Versandhandels sind einige Verfahren patentiert. So ist der elektronische Einkaufswagen, mit dessen Hilfe bei vielen Onlinehändlern Bestellungen zusammengestellt werden, eine patentierte Geschäftsmethode des Unternehmens Sun. Das „One-click-shopping“ (eine Methode um Bestellungen mit nur einem Mausklick in Auftrag zu geben) ist vom Onlinehändler Amazon.com patentiert. (EP 0 927 945 B1) Amazon besitzt außerdem ein Patent an der Methode zur Versendung von Geschenken an Dritte über einen Webshop. Gegen dieses Patent haben die Gesellschaft für Informatik (GI), der Förderverein für eine freie Informationelle Infrastruktur (FFII) und der Blumenversender Fleurop im Jahr 2004 Einspruch eingelegt.
Ein weiteres Beispiel ist die Patentierung der Identifizierung von Dateien in P2P-Netzwerken mittels Hash-Werten. Der Gebrauch von Hashfunktionen ist allerdings schon mindestens seit den 1970er Jahren üblich. Das Patent besitzt das Unternehmen Altnet in den USA. Weiterhin hält die Microsoft Corporation das Patent auf den Prozess des Doppelklicks und auf Aktivitätsmeldung beim Instant Messaging in den USA. Ende 2008 verklagte das amerikanische Unternehmen Cygnus Systems sowohl Apple, Microsoft als auch Google. Der Grund für die Klage besteht in einem Softwarepatent des Unternehmens aus dem Jahr 2001, welches die Vorschau einer Bilddatei in einer verkleinerten Miniaturansicht beschreibt. Die beschriebene Technik wird von den beklagten Unternehmen als auch weiteren Softwareunternehmen ausgiebig eingesetzt.
Auch das Unternehmen worlds.com reichte Weihnachten 2008 eine Klage wegen Patentverletzung gegen den Konkurrenten NCsoft ein. Dieser vertreibt das Onlinerollenspiel Guild Wars; die Technik des Onlinerollenspiels konnte sich worlds.com nach jahrelangen Anläufen im Jahr 2007 patentieren lassen. 2019 ließ worlds.com das Patent auslaufen.
Einige Beispiele zeigen nach Ansicht der Kritiker, welche Auswüchse eine Patentierung von Software annehmen kann, welche sich im Wesentlichen auf die automatisierte Durchführung einer Geschäftsmethode bezieht. In den USA ist eine Patentierung von Geschäftsmethoden im Gegensatz zu Europa und Deutschland möglich. Bei einer Patentierung von Software ist es somit notwendig, dass die Patentämter unterscheiden, ob es sich um eine Software handelt, die einen Beitrag zum Stand der Technik liefert, das technische Wissen also weiterentwickelt, oder ob lediglich versucht wird, eine Geschäftsmethode zu automatisieren. Die Rechtsprechung in Europa und Deutschland zum bisherigen Patentsystem entscheidet im Gegensatz zu den USA anhand dieses Kriteriums. Beispiele aus den USA zeigen auch oftmals, dass von kleineren Unternehmen bewusst etwas patentiert wird, um dann einen größeren und vermeintlich wohlhabenderen Konkurrenten zu verklagen, welcher diese Technik einsetzt.
Obwohl die Erteilung von Softwarepatenten gegen europäisches Recht verstößt, hat das EPA nach Schätzungen der FFII bereits 30.000 Softwarepatente erteilt. Dazu gehören auch eine ganze Reihe strittige Patente. Der Einkaufskorb zum Beispiel war auch durch ein Europäisches Patent geschützt. Insbesondere dem Europäischen Patentamt wird in diesem Zusammenhang von Softwarepatentgegnern Rechtsbruch vorgeworfen. Das EPA finanziert sich durch die Anmelde- bzw. Eintragungs- und Verlängerungsgebühren, weshalb eine freigiebige Praxis im kurzfristigen Interesse des Amtes liegen kann.
Zudem gibt es auch Unternehmen, die selbst keine Innovationen schaffen, sondern das Patentsystem nur zum Geld eintreiben nutzen; diese werden Patent-Trolle oder Patenthaie genannt.

## Trivialpatente
Viele der von Softwarepatentgegnern angeführten Beispiele gehören zur Kategorie der sogenannten Trivialpatente, die aufgrund mangelhafter Prüfung ins Register aufgenommen wurden, prinzipiell aber keine Schutzbeständigkeit aufweisen. Das berühmte Fortschrittsbalken-Patent ist ein typisches Beispiel für solch ein Trivialpatent. Trivialpatente existieren in allen Bereichen des Patentwesens, nicht nur im Bereich der Softwarepatente.
Obwohl vermutlich viele Trivialpatente bei gerichtlichen Auseinandersetzungen keinen Bestand haben würden, können sie gerade finanzstarken Unternehmen einen Vorteil im Wettbewerb mit kleinen und mittleren Mitbewerbern verschaffen. Selbst bei klarer Rechtslage sind solche Unternehmen oft nicht in der Lage die zur Abwehr der unberechtigten Klage notwendigen Kosten vorzufinanzieren.
Da zudem keine Schadensersatzpflicht der Patentvergabestellen für die Schäden aufgrund unberechtigt vergebener Patente existiert, gibt es keine systemische Selbstregulation, die eine gründliche Patentprüfung garantiert.